# أوروش نيكوليتش
أوروش نيكوليتش (بالصربية: Урош Николић) مواليد 25 أبريل 1987 في كراغوييفاتس، جمهورية صربيا الاشتراكية، هو لاعب كرة سلة صربي. بدأ مسيرته الاحترافية في سنة 2005. يلعب مع تورو زغورجيلتس كلاعب وسط. يحمل الرقم 30. يبلغ طوله 6 قدم 10 بوصة (2.1 م).

## المسيرة الاحترافية
لعب مع ميغا من سنة 2006 إلى 2009، ثم لعب مع كركا في موسم 2009–2010، ثم لعب مع ريد ستار من سنة 2010 إلى 2012، ثم لعب مع إم زد تي سكوبيه في موسم 2012–2013، ثم لعب مع رادنيتشكي كراغوييفاتس في سنة 2013، ثم لعب مع إيجوكيا في موسم 2013–2014، ثم لعب مع تورو زغورجيلتس في موسم 2014–2015، ثم لعب مع تورو زغورجيلتس في سنة 2016.

## إحصائيات المسيرة

### الدوري الأوروبي
| السنة                                | الفريق         | لعب | بدأ | دقيقة | ميداني% | ثلاثية | حرة  | ارتداد | صنع | استلاب | تصدي | نقطة | أداء |
| ------------------------------------ | -------------- | --- | --- | ----- | ------- | ------ | ---- | ------ | --- | ------ | ---- | ---- | ---- |
| الدوري الأوروبي لكرة السلة 2014-2015 | تورو زغورجيلتس | 10  | 1   | 8.1   | .542    | .000   | .647 | 2.4    | 0.3 | 0.0    | 0.1  | 3.7  | 2.8  |
| المسيرة                              |                | 10  | 1   | 8.1   | .542    | .000   | .647 | 2.4    | 0.3 | 0.0    | 0.1  | 3.7  | 2.8  |

## روابط خارجية
- أوروش نيكوليتش على موقع الاتحاد الدولي لكرة السلة (الإنجليزية)
- أوروش نيكوليتش على موقع الدوري الأوروبي لكرة السلة (الإنجليزية)
- أوروش نيكوليتش على موقع كرة السلة الأوروبية.كوم (الإنجليزية)
- أوروش نيكوليتش على موقع ريلجم (الإنجليزية)
- أوروش نيكوليتش على موقع بروبوليرز (الإنجليزية)
- أوروش نيكوليتش على موقع سبورتس رفرنس (الإنجليزية)